# Cissococcomyces natalensis
Cissococcomyces natalensis är en svampart som beskrevs av Brain 1923. Cissococcomyces natalensis ingår i släktet Cissococcomyces, divisionen sporsäcksvampar och riket svampar.   Inga underarter finns listade i Catalogue of Life.